# 대일본사

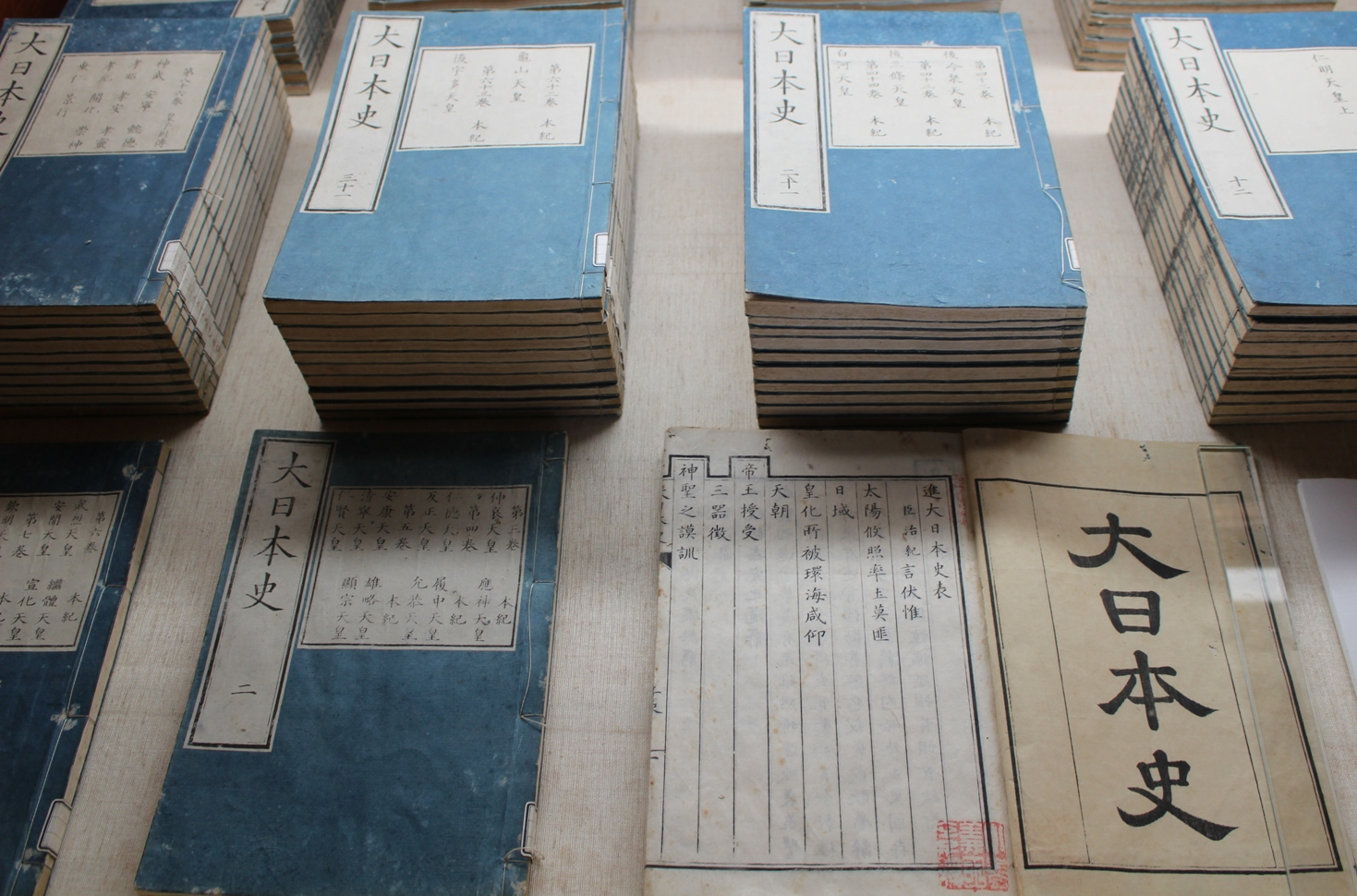

《대일본사》(일본어: 大日本史)는 일본의 역사서 중 하나이다.
에도 시대 도쿠가와 고산케 중 하나인 미토가의 당주 미토 고몬 미쓰쿠니에 의해 편찬이 개시되었고, 미쓰쿠니 사후에도 미토번의 사업으로 계속되어 메이지 시대인 1906년(메이지 39년) 후작 도쿠가와 구니유키 대에 완성되었다.
진무 천황(神武天皇)부터 고코마쓰 천황까지(엄밀히는 남북조가 통일된 1392년(겐추 9년/메이토쿠 3년)까지의 내용으로 구성되어 있다)의 100대 천황의 치세를 다루었다. 기전체의 사서로서, 본기(제왕) 73권, 열전(후비・황자・황녀를 가장 처음에 두고, 군신은 대략 연대순으로 배열하였으며, 역신(逆臣)전・효자전이라는 분류도 볼 수 있다) 170권, 지(志)・표(表) 154권으로 전 397권 226책(목록 5권)이다.
「대일본사」라는 이름은 미쓰쿠니가 죽은 뒤 쇼토쿠 5년(1715년)에 번주 도쿠가와 쓰나에다가 지었고, 그 이전에는 「본조사기(本朝史記)」나「국사(國史)」라 불리었다.
질 높은 한문체로 쓰여졌고, 기사에는 출전을 명시하였으며 고증에도 주의를 기울인 흔적이 보인다.

## 개요
《의공행실》(義公行實)　등 각종 전기사료에 의하면 미토가의 세자(世子)로서 교육을 받은 청년기의 미쓰쿠니는 비행도 많이 저질렀지만, 쇼호 2년(1645년)에 중국의 《사기》백이열전을 읽고 백이・숙제의 고사에 감명을 받아서 이후 자신의 비행을 반성하고 학문에 정진하여 사서 편찬에 뜻을 두었다고 한다. 세자 시대인 메이와 3년(1656년)에는 메이레키 대화재로 고이시카와(小石川)의 번저(藩邸)가 소실되자 고마고메(駒込)의 별저(別邸)로 옮겨, 여기에 사국(史局)을 설치하고 편찬사업을 개시하였다. 사국 건물은 처음에 다옥을 이용하였고, 후에 다른 곳으로 옮겨 문고를 설치하였다.
일본에서는 《일본서기》를 비롯하여 이른바 '육국사'(六國史)라 불리는 고대 사서들은 편년체(編年體)로 편찬된 것이 일반적이었고, 《사기》처럼 기전체(紀傳體)의 사서가 편찬된 선례가 없었기에 사관 소속 관원(館員)의 반대 의견도 있었다고 한다. 편수 사업의 동기로는, 막부의 사서 편찬이 행해지고 있었으나 메이레키 대화재로 그 자료가 망실된 것이나, 하야시 라잔의 죽음 등이 그 동기로 추정된다.
그 후 미쓰쿠니는 아버지 요리후사의 죽음으로 가업을 상속하였고, 공무 수행으로 바빠지는 바람에 편수 사업으로부터는 멀어지게 되었다. 한편 막부에서는 간분 2년(1662년)에 하야시 가호(林鵞峰)에게 명해 편년체 사서 《본조통감》(本朝通鑑)의 편찬을 개시하였는데, 미쓰쿠니는 하야시 가호를 번저에 초대하여 면담하며, 편찬 방침이나 정통성 문제에 대해 질의하였다. 간분 12년에는 편찬 사업을 본격화하였고, 고마고메 별저(駒込別邸)의 사관(史館)을 고이시카와 본저(小石川 本邸)로 이전하여 '쇼코칸'(彰考館)이라 개칭했다. 사관 직원의 수도 늘리고, 멀리 떨어진 지방까지 파견하여 사료수집을 행하였으며 특히 난보쿠초 시대의 남조(南朝)에 관련된 사료를 폭넓게 수집하였다.
미쓰쿠니는 일본에 망명한, 명(明)의 유신(遺臣) 주순수를 초빙하여 역사의 '정통성'이라는 개념에 대한 가르침을 받았다. 특히, 난보쿠초 시대의 남조 측 무장 구스노키 마사시게의 충성심을 다루는 데에 있어 주순수에게 영향을 받았다. 또한, 기타바타케 지카후사의 《신황정통기》의 영향을 받아, 하야시 라잔 부자가 집필하였던 역사서 《본조통감》의 초고에, 야마토 민족(일본인)이 "오(吳)의 태백(太伯)의 후예이다"라는 기술을 발견하고 분개하였다고 한다.
엔포 4년(1676년) 6월에는 진무 천황에서 고다이고 천황까지의 본기가 정서(清書)되었고, 덴나 연간에는 《신찬기전》(新撰紀伝) 104권으로 완성하였지만, 미쓰쿠니는 남북조가 통일된 고카메야마 천황 시대까지를 다룰 필요성과 내용상의 부족함을 느껴, 동년에는 쇼고칸에 총재(総裁)를 두어 기구를 개혁했고, 신관(新館)을 축조하고 사관원을 증원시켰으며, 국사 이외에도 시문집 등의 편찬 사업이 확대되었다. 미쓰쿠니는 겐로쿠 3년(1690년)에 세이잔소(西山荘)에 은거하였고, 국사 이외의 각종 사업을 정지하고 본 역사서의 완성을 촉진시켰다. 겐로쿠 10년에는 '백왕본기'(百王本紀)로서 완성시켰다.
쇼토쿠 5년(1715년)에는 책 이름을 무엇으로 지을 것인지를 놓고 미토 측 사관들이 주장하는 '황조신사'(皇朝新史)라는 제목과 에도 측 사관들이 주장하는 '대일본사' 사이에 논쟁이 발생하였으나 후자로 결정되었고, 동년의 미쓰쿠니 제삿날에는 정서본(清書本, 또는 쇼토쿠본)이 미쓰쿠니 사당에 바쳐졌다. 또, 교호 5년에는 수정이 첨가된 교호본(享保本)이 막부에 바쳐졌다. 겐분(元文) 2년(1737년)에 미쓰쿠니 사후의 사업을 주도해왔던 아사카 단파쿠(安積澹泊)가 사망하여 사업은 중지되었다.
에도 후기에는 쇼코칸 총재 다치하라 스이켄(立原翠軒)에 의해, 간세이 11년(1799년)의 미쓰쿠니 100년 기일에 간행할 것을 목표로 한 교정 작업이 진척되었다. 또, 책 제목으로 일본이라는 국호를 붙이는 것과 논찬(論賛)을 제시하는 것에 대해 다치하라와 사관원 후지타 유코쿠(藤田幽谷)의 사이에 대립이 발생하여, 막부 측과 미토 측의 당파적 대립으로 발전하였다(사관동요史館動揺). 1906년(메이지 39년)에 10대 번주 요시아쓰(慶篤)의 손자였던 후작 구니유키가 완성하기까지, 실로 250년 간의 세월을 필요로 하였다(다만, 본기・열전은 미쓰쿠니 생존 시에 거의 완성되었고, 막말 이후, 몇 차례 간행되기도 하였다).
《대일본사》의 초고 등은 쇼코칸 도쿠가와 박물관(彰考館徳川博物館)에 소장되어 있다.

## 특색
다음의 점을 3대 특색이라 한다.
1. 진구황후를 제위에서 삭제.
2. 오토모 황자를 제위에 포함.
3. 남조(南朝) 정통론을 주장함.

전체적으로 주자학에 근거를 둔 미토학의 역사관이 배어 있고, 존왕론이라는 일본적 형태의 대의명분론이 관철되고 있다.
막말의 사상에 큰 영향을 미쳤다. 역대 천황의 계보가 현재의 형태로 개편된 것도 『대일본사』의 영향이라 한다.
메이지 이후 일본 근대 역사학에서는 구메 구니타케(久米邦武)에 의해 라이 산요(頼山陽)의 《일본외사》(日本外史)와 마찬가지로 '극본의 일종'(劇本の類)이라는 부정적인 평가를 받기도 하였다. 한편으로 역사학을 전공하지 않은 철학자 니시다 기타로(西田幾多郎)는 "메이지, 다이쇼 연간에 '역사'라는 이름으로 불릴 가치가 있는 저술은 하나도 없다. 오히려 우리가 생각하는 '역사'라는 것에서 본다면, 실로 '역사'라 부를 수 있는 것은 미토의 《대일본사》가 있을 뿐이다"라고, 사상서로써 대일본사를 높게 평가하였다.

## 참고 문헌
- 히라이즈미 기요시 편『대일본사의 연구』（다치바나 서방, 1957년 11월）
- 스즈키 에이치『도쿠가와 미쓰쿠니』（요시카와 홍문관, 2006년）

## 같이 보기
- 존왕양이 / 양이론
- 대일본야사(大日本野史)